# Den (pharaon)
Den, còn được gọi là Hor-Den, Dewen và Udimu (T.K. 30 TCN—2995 TCN), là tên Horus của một vị vua thuộc Vương triều thứ nhất của Ai Cập cổ đại. Ông là vị vua được chứng thực rõ ràng nhất thông qua các bằng chứng khảo cổ học của thời kỳ này. Den được cho là đã mang lại sự thịnh vượng cho vương quốc Ai Cập và nhiều phát kiến mới được nhìn nhận là đã diễn ra dưới vương triều của ông. Ông còn là vị vua đầu tiên sử dụng danh hiệu Vua của Hạ và Thượng Ai Cập, và còn là vị vua đầu tiên được miêu tả là đang đội vương miện kép (đỏ và trắng). Nền đáy ngôi mộ của ông tại Umm el-Qa'ab ở Abydos được làm bằng đá granite màu đỏ và đen, đây là lần đầu tiên loại đá cứng này được sử dụng làm vật liệu xây dựng ở Ai Cập. Dưới vương triều trị vì lâu dài của mình, ông đã thiết lập nên nhiều nghi thức cung đình và hoàng gia, mà đã được các vị vua sau này áp dụng.

## Độ dài vương triều
Nhà sử học Manetho gọi ông là "Oúsaphaîdos" và ghi lại rằng vương triều của ông kéo dài 20 năm, trong khi vị trí của ông trong Danh sách Vua Turin lại bị hư hỏng và do đó không thể cung cấp thông tin về độ dài vương triều của Den. Các nhà Ai Cập học và sử học đa phần đều tin rằng vương triều của Den đã kéo dài 42 năm, dựa vào những chữ khắc trên tấm bia đá Palermo.

## Trong các ghi chép

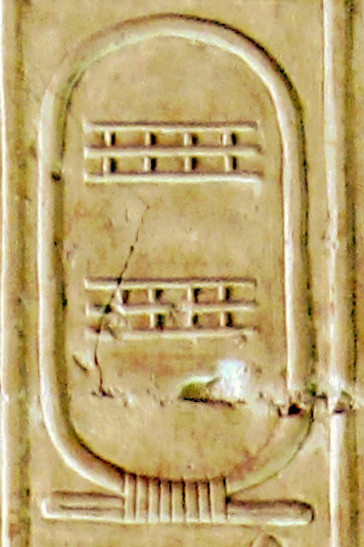
Sepati, Tên đồ hình của Den trong Danh sách Vua Abydos.

Tên serekh của Den đã chứng thực trên những vết ấn triện bằng đất nung, trên các tấm thẻ ngà voi và chữ khắc trên những chiếc bình làm bằng đá phiến, diorit và đá cẩm thạch. Các hiện vật này được tìm thấy tại Abydos, Sakkara và Abu Rawash. Tên của Den còn được chứng thực trong các ghi chép sau này. Ví dụ, như cuộn giấy cói Y thuật ở Berlin (thời kỳ Ramesses) thảo luận về một số phương pháp trị bệnh và cách chữa trị cho một số bệnh khác nhau. Một vài phương pháp được cho là bắt nguồn từ vương triều của Den, nhưng tuyên bố này có thể chỉ đơn thuần là nhằm tạo ra lời khuyên về y thuật như thể là dựa theo kinh nghiệm cổ xưa và đáng tin.. Tương tự như vậy, Den đã được nhắc đến trong chương 64 của cuộn giấy cói của Ani (cũng có niên đại vào thời kỳ Ramesses).

## Tên gọi

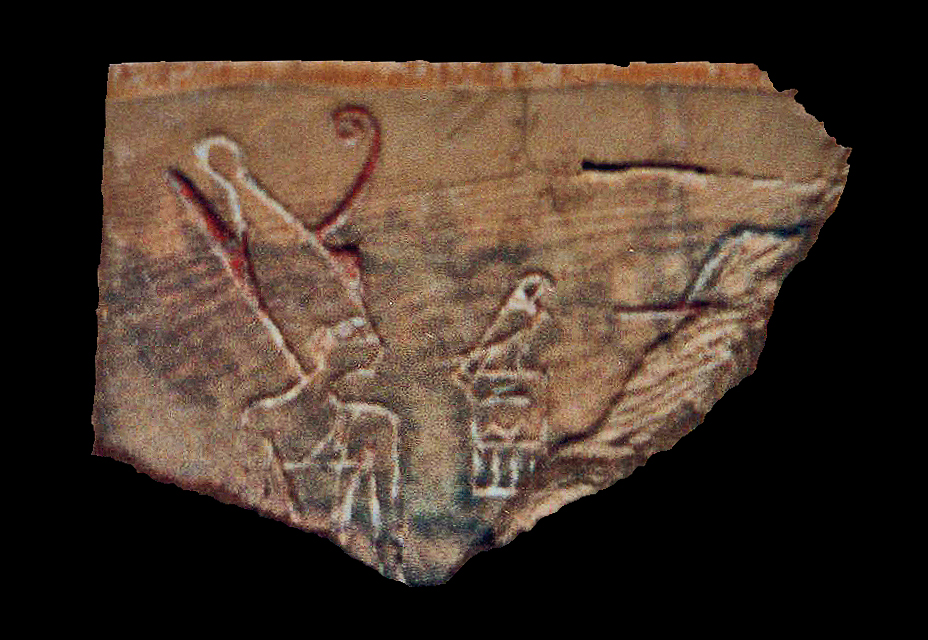
Mảnh vỡ của một tấm thẻ bằng ngà voi cho thấy pharaon Den đội vương miện kép của Thượng và Hạ Ai Cập. Được phát hiện trong ngôi mộ của Den, ngày nay ở Bảo tàng Ai Cập.

Tên serekh của Den là "Den" hoặc "Dewen", có nghĩa gần giống như là "người mang dòng nước đến". Điều này phù hợp với tên của ông lúc sinh ra, đó là "Khasty", có nghĩa là "người của hai sa mạc". Những nhà Ai Cập học như Toby Wilkinson và Francesco Tiradritti nghĩ rằng tên lúc sinh ra của ông có thể nói đến sa mạc miền đông và miền tây - chúng bao quanh Ai Cập giống như những chiếc khiên bảo vệ - hoặc là Hạ và Thượng Ai Cập. Điều này lại phù hợp với việc Den tạo ra tước hiệu Nisut-Bity. Tước hiệu hoàng gia này được tạo nên để hợp pháp hóa quyền lực của nhà vua đối với toàn bộ Ai Cập.
Gia đình của Den đã được nghiên cứu một cách kỹ lưỡng. Mẹ của ông là nữ hoàng Meritneith; Kết luận này đã được chứng minh từ những dấu vết ấn triện và nhữn dòng chữ trên tấm bia đá Palermo. Vợ Den là nữ hoàng Semat, Nakht-Neith và có thể là cả Qua-Neith. Ông cũng đã có nhiều người con trai và con gái, có khả năng người kế vị của ông là các vị vua như Anedjib và vua Semerkhet.
Triều đình hoàng gia của Den cũng được nghiên cứu kỹ lưỡng. Những ngôi mộ phụ và các mastaba nguy nga tại Sakkara thuộc về các các đại thần như Ipka, Ankh-ka, Hemaka, Nebitka, Amka, Iny-ka và Ka-Za. Trong một ngôi con tại khu nghĩa địa của Den, một tấm bia đá hiếm hoi của một người lùn tên là Ser-Inpu đã được tìm thấy.

## Vương triều

### Thời kì đầu
Theo những ghi chép khảo cổ học, vào giai đoạn đầu vương triều của ông, Den đã cùng trị vì với người mẹ của ông, Meritneith, trong nhiều năm. Có vẻ như ông còn quá trẻ để tự mình cai trị. Vì vậy Meritneith đã cai trị như là một nhiếp chính hay là một pharaon không chính thức trong một khoảng thời gian. Điều này không phải là một sự kiện bất thường trong lịch sử Ai Cập cổ đại. Nữ hoàng Neithhotep có thể đã giữ một vai trò tương tự như vậy trước Meritneith, trong khi những nữ hoàng như Sobekneferu và Hatshepsut sau này đã là các nữ pharaon. Sau khi qua đời, Den đã tưởng nhớ công lao của bà với ông bằng việc cho xây dựng một ngôi mộ như của một vị vua dành cho bà và bà còn được thờ cúng sau khi qua đời.

### Sự kiện
Một trong những phát kiến quan trọng dưới vương triều của Den là sự ra đời của hệ thống số đếm bằng chữ tượng hình. Trước đó, các sự kiện quan trọng trong năm chỉ đơn thuần được miêu tả bằng các ký tự và các bức họa nhỏ, đôi khi được chỉ dẫn bởi ký tự tượng hình của một bông cọ trụi (renpet), có nghĩa là "năm". Từ vương triều của Den trở đi, người Ai Cập sử dụng hệ thống số đếm bằng chữ tượng hình cho nhiều mục đích khác nhau bao gồm việc tính toán thu thuế và chú thích cho các sự kiện trong năm của họ.
Den là vị vua Ai Cập đầu tiên được chứng thực trên những bức phù điêu đá ở Sinai. Hai hoặc thậm chí ba bức phù điêu đã miêu tả nhà vua đang đứng cùng với một số quan lại của ông.
Hầu hết các sự kiện tôn giáo và chính trị diễn ra dưới vương triều của Den đều được ghi lại trên các tấm thẻ bằng ngà voi và từ bia đá Palermo. Các tấm thẻ cho thấy sự phát triển quan trọng về kiểu chữ và nghệ thuật. Bề mặt của chúng được chia một cách khéo léo thành nhiều phần, mỗi phần trong số đó lại cho thấy những sự kiện riêng lẻ. Ví dụ, một trong những tấm thẻ đã ghi lại một dịch bệnh ảnh hưởng đến Ai Cập. Nó được ghi lại bằng hình ảnh của một pháp sư cùng với một chiếc bình khác lạ hoặc một chiếc vạc bên dưới chân ông ta. Một dòng chữ gần đó bắt đầu với "Henu..." nhưng ý nghĩa của nó lại không rõ ràng, nó có thể có nghĩa là "dự trữ", hoặc có thể là âm tiết đầu tiên của tên gọi "Henu-Ka" (một chức quan lớn).
Một tấm thẻ khác được gọi là "Tấm thẻ MacGregor" đã cho thấy miêu tả hoàn chỉnh đầu tiên của một vị vua Ai Cập cùng với mũ trùm đầu Nemes. Trên tấm thẻ này, Den đang thực hiện một hành động được biết đến như là "sự trừng phạt kẻ thù". Một tay của Den giữ một cây quyền trượng, tay kia của ông nắm lấy mái tóc của kẻ thù. Nhờ vào bộ tóc dài và bộ râu quai nón được miêu tả, có thể xác định kẻ thù của ông có nguồn gốc từ châu Á. Những chữ tượng hình ở phía bên phải nói rằng "đòn trừng phạt đầu tiên ở phía Đông". Ở phía bên trái có ghi tên của một vị đại thần là Iny-Ka. Dường như Den đã phái quân tới Sinai và khu vực sa mạc phía đông một vài lần dưới vương triều của ông. Những cư dân du mục chuyên cướp bóc này được những người Ai Cập thời sơ kỳ gọi là Iuntju ("dân tộc với cung săn") và là kẻ thù truyền kiếp của Ai Cập, họ thường xuyên gây ra sự phiền nhiễu. Họ còn được đề cập đến một lần nữa trong một bản khắc đá tại Sinai dưới vương triều của vua Semerkhet, một trong những vị vua kế vị Den.
Nhiều sự kiện khác còn được ghi lại trên những mảnh vỡ của tấm bia đá Palermo. Mảnh vỡ Oxford đã ghi lại các sự kiện sau đây:
- Năm thứ 4: Lần đầu tiên cho kiểm kê vàng.
- Năm thứ 5: Lễ rước thần Horus; Điều tra số lượng gia súc lần thứ hai.
- Năm thứ 6:... của Rehyt.
- Năm thứ 7: Lễ rước thần Horus; Điều tra số lượng gia súc lần thứ ba.[14]

Mảnh vỡ Cairo C5 ghi lại:
- Năm thứ 18: Tạo dựng một bức tượng cho Wer-Wadjet.
- Năm thứ 19: Trừng phạt người Setjet.
- Năm thứ 20: Tạo nên thần vật của Mafdet; dựng các cột trụ của Sentj.
- Năm thứ 21: Trừng phạt người Tjesem.
- Năm thứ 22: Tới thăm lãnh địa hoàng gia của Semer-Netjeru; lễ kỷ niệm Hebsed đầu tiên.[15]

Bia đá Palermo còn ghi lại:
- Năm thứ 28: Thăm đền thờ Ptah....
- Năm thứ 29: Trừng phạt người Iuntju.
- Năm thứ 30: Dưới sự chứng kiến của đức vua Hạ và Thượng Ai Cập; Lễ kỷ niệm Hebsed lần thứ 2.
- Năm thứ 31: Lập kế hoạch cho việc xây dựng các con kênh phía đông và phía tây qua các khu vực của Rehyts.
- Năm thứ 32: Lễ hội Djet lần thứ hai.
- Năm thứ 33: Lễ căng dây (một nghi lễ động thổ [16]) cho pháo đài thần thánh Ipet-Netjeru ("ngai vàng của các vị thần").
- Năm thứ 34: Đại tư tế của thần Seshat làm lễ căng dây cho cung điện hoàng gia của pháo đài thần thánh Ipet-Netjeru.
- Năm thứ 35: Khánh thành hồ nước thiêng liêng tại pháo đài thần thánh Ipet-Netjeru; Cuộc săn hà mã hoàng gia.
- Năm thứ 36: Dừng chân tại Nenj-nesw (Herakleopolis Magna) và tại hồ nước của thần Heryshaf.
- Năm thứ 37: Gương buồm tới Sah-Setni; sáng lập / phá hủy thành phố Wer-Ka.
- Năm thứ 38: Tạo dựng một bức tượng cho thần Sed.
- Năm thứ 39: Dưới sự chứng kiến của đức vua Hạ và Thượng Ai Cập; Cuộc đua bò thần Apis lần thứ nhất.
- Năm thứ 40: Tạo dựng một bức tượng cho nữ thần Seshat và Mafdet.
- Năm thứ 41: Dưới sự chứng kiến của đức vua Hạ và...[10][17]

## Ngôi mộ

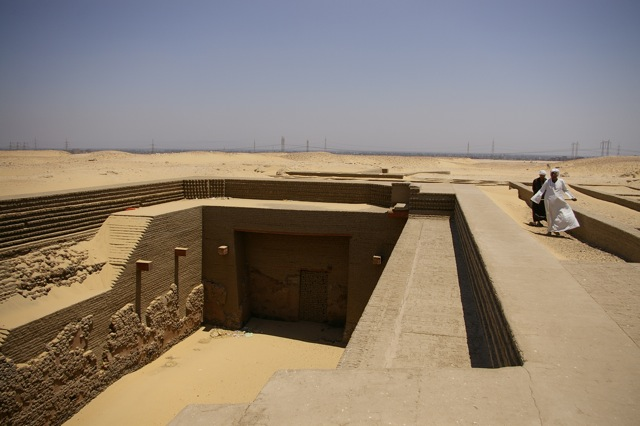
Lối vào được phục dựng lại của "Ngôi mộ T" tại Umm el-Qa'ab ở Abydos, ngôi mộ này là của Den

Den được an táng trong một ngôi mộ ("Ngôi mộ T") tại khu vực Umm el-Qa'ab ở Abydos, cùng với các vị vua khác thuộc vương triều thứ nhất. Ngôi mộ T là một trong những ngôi mộ lớn nhất và được xây dựng tinh vi nhất ở khu vực này, và là ngôi mộ đầu tiên có một cầu thang và sàn của nó làm bằng đá granite.
Ngôi mộ T cũng là ngôi mộ đầu tiên có các kiến trúc bằng đá chứ không phải bằng gạch bùn. Trong thiết kế ban đầu của ngôi mộ, một cánh cửa gỗ nằm chắn ngang ở giữa cầu thang, và một khung chắn bằng sắt bố trí ở phía trước của phòng chôn cất, vốn được thiết kế để ngăn cản những kẻ cướp mộ. Sàn của ngôi mộ được lát bằng đá granite màu đỏ và đen từ Aswan, đây là công trình đầu tiên sử dụng loại đá cứng như vậy trên một quy mô lớn.
Hai mươi tấm thẻ làm bằng ngà voi và gỗ mun đã được tìm thấy trong ngôi mộ của ông, 18 trong số đó đã được Flinders Petrie tìm thấy trong đống đất đá bị nhà khảo cổ học Émile Amélineau bỏ lại. Trong số đó có những tấm thẻ được coi là những miêu tả sớm nhất về hình ảnh một vị pharaon đội vương miện đôi của Ai Cập, cũng như hình ảnh nhà vua chạy xung quanh tấm bia đá nghi lễ như là một phần của lễ hội Sed. Ngoài ra còn tìm thấy những vết dấu triện với danh sách các vị vua sớm nhất được xác nhận.
Ngôi mộ T còn được bao quanh bởi những ngôi mộ phụ dùng để chôn cất 136 người đàn ông và phụ nữ , những người này được chôn cất cùng lúc với quá trình an táng vị pharaon này. Họ được cho là người hầu của nhà vua, khám nghiệm một số bộ xương đã cho thấy rằng họ đã bị bóp cổ tới chết, đây là ví dụ rõ nét về tục lệ hiến tế người vốn được coi là đặc điểm chung của các vị vua thuộc vương triều này. Tục lệ này dường như đã chấm dứt cùng với vương triều thứ nhất khi mà sau đó các bức tượng shabti đã thay thế cho người sống trong việc phục sự các pharaon khi họ bước sang thế giới bên kia.